# Emmelichthys
Emmelichthys is een geslacht van straalvinnige vissen uit de familie van emmelichtiden (Emmelichthyidae). Het geslacht is voor het eerst wetenschappelijk beschreven in 1845 door Richardson.

## Soorten en ondersoorten
- Emmelichthys elongatus Kotlyar, 1982
- Emmelichthys karnellai Heemstra & Randall, 1977
- Emmelichthys nitidus Richardson, 1845
  - Emmelichthys nitidus cyanescens Guichenot, 1848
  - Emmelichthys nitidus nitidus Richardson, 1845
- Emmelichthys ruber Trunov, 1976
- Emmelichthys struhsakeri Heemstra & Randall, 1977